# Utrecht Conferentie
De Utrecht Conferentie (Pools: Konferencja Utrechcka) is een conferentie over samenwerking tussen Nederland en Polen. De eerste conferentie vond plaats in Utrecht op 26 maart 1999, op initiatief van de ministers van Buitenlandse Zaken Jozias van Aartsen en Bronisław Geremek. Daarna vond de conferentie minimaal eenmaal per jaar plaats, afwisselend in Nederland en Polen (Den Haag, Warschau, Krakau en wederom Utrecht).